# Andrena semirugosa
Andrena semirugosa är en biart som beskrevs av Cockerell 1924. Andrena semirugosa ingår i släktet sandbin, och familjen grävbin. Inga underarter finns listade i Catalogue of Life.